# Elymnias mira
Elymnias mira är en fjärilsart som beskrevs av Corbet 1942. Elymnias mira ingår i släktet Elymnias och familjen praktfjärilar. Inga underarter finns listade i Catalogue of Life.